# Советский район (Челябинск)
Сове́тский райо́н — один из семи внутригородских районов города Челябинска.

## История

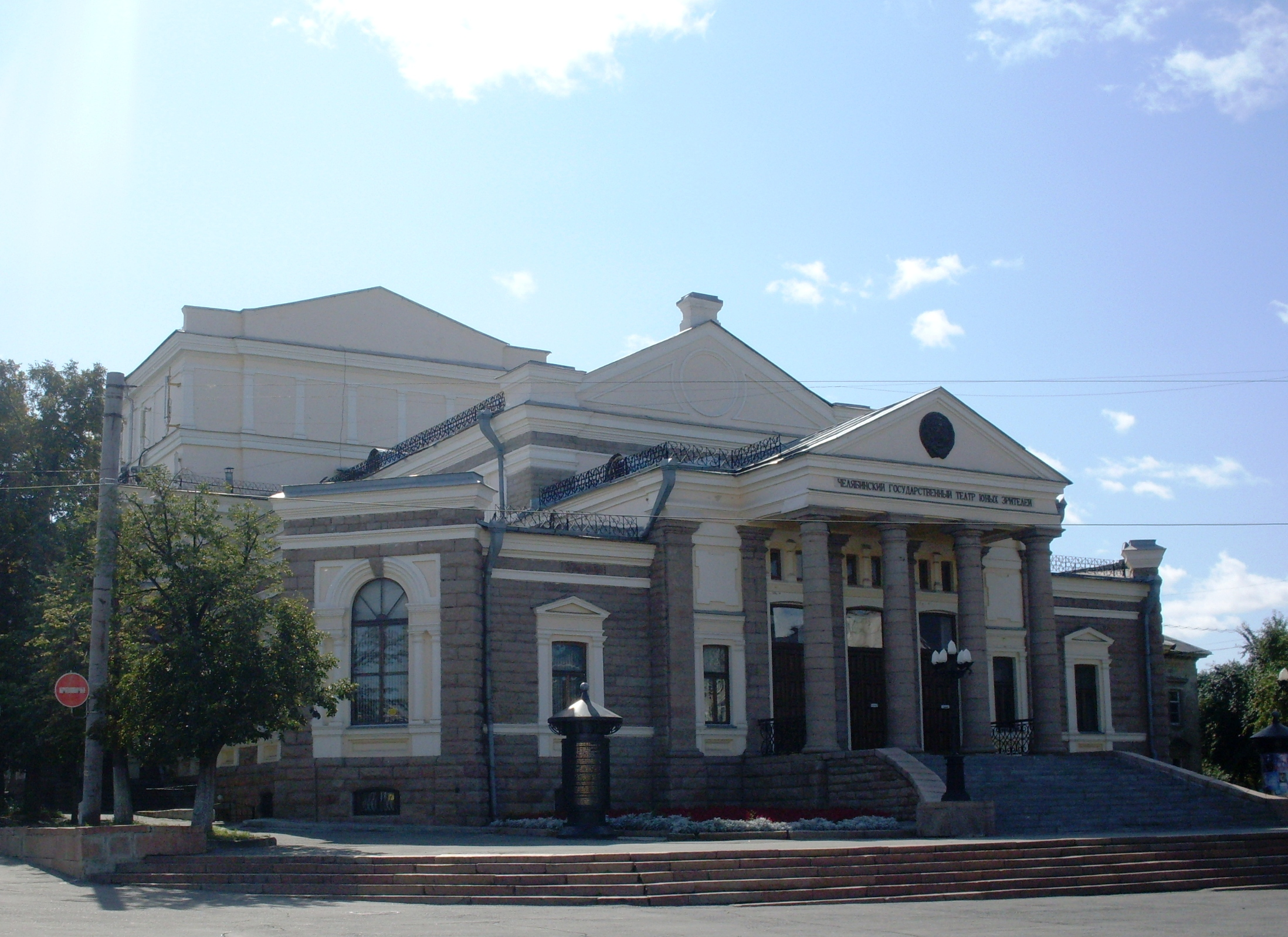
Челябинский народный дом

Советский район образован 10 сентября 1937 года. Площадь района 78 км². Население 140 тыс. человек (12,5 % населения города). Территория района омывается озёрами Смолино и Синеглазово, а также Шершнёвским водохранилищем на реке Миасс. На территории района находятся посёлки: Исаково, Локомотивный, Новосинеглазово, Смолинский, Фёдоровка, Мебельный.
Территория современного района, по свидетельствам археологов, была обжита многие века тому назад. Археологической сенсацией стала находка в одном из древних курганов близ озера Синеглазова шёлковой ткани. Этот средневековой лоскут с вытканными изображениями конных воинов ныне хранится в Эрмитаже.
В середине XVIII века началось современное освоение территорий южнее Челябинской крепости. Здесь основаны казачкие выселки Синеглазово, Федоровка, Уханово, Исаково, названные по именам первопоселенцев. На юг от Оренбургских ворот Челябинской крепости прошел почтовый тракт к губернскому центру.
В 1892 году на территории будущего района расположилась железнодорожная станция Челябинск, от которой 7 июля 1892 года началось строительство Транссибирской магистрали. По соседству со станцией был построен в 1898 году первый в городе завод по изготовлению плугов и молотилок «В. Г. Столль и Ко». Станция и завод находились тогда в 4—5 км от границы тогда ещё уездного города. Здесь был создан самый большой в России переселенческий пункт и разместилась учрежденная в 1899 году таможня 1-го класса. К началу XX века население этой части города уже превышало население основной центральной исторической части города.
В 1919 году эта часть города включается в территорию Железнодорожного района при его создании (тогда город разделили на 3 района: Железнодорожный, Городской, Заречный), который упраздняется в 1930 году. В 1935 году данная территория входит в состав образованного Кировского района. В 1937 году создаётся Советский район, включающий южную территорию центральной части города путём передачи северной части Кировского района при его разукрупнении, при этом территория железнодорожной станции и расположенного рядом завода передаётся созданному в 1935 году Ленинскому району. В 1940 году Советскому району передаётся ещё часть территории Кировского района, а также часть территории Ленинского района. В 1944 году вновь создаётся Железнодорожный район путём выделения части территории Ленинского района, в частности переданного туда из Кировского района в 1937 году. В 1956 году Кировский район упраздняется, территория включается в состав Советского района. В 1960 году Железнодорожный район вновь упраздняется, часть территории за железнодорожной станцией (к востоку от неё расположен посёлок Порт-Артур, заселённый тогда преимущественно железнодорожниками) отходит к Ленинскому району, остальная часть к Советскому району. В 1970 году при разукрупнении Советского района северная часть его территории наряду с частью территории Центрального района передаётся в состав создаваемого Калининского района. В дальнейшем территория района также претерпевала незначительные изменения, в основном, за счёт включения прилегающих к городу посёлков.

## Население
| 1959     | 1970     | 1979     | 1989     | 2002     | 2005     | 2006     |
| -------- | -------- | -------- | -------- | -------- | -------- | -------- |
| 81 140   | ↗182 062 | ↘133 958 | ↘131 410 | ↘114 303 | ↗133 539 | ↗133 878 |
| 2007     | 2008     | 2009     | 2010     | 2011     | 2012     | 2013     |
| ↗134 569 | ↗134 983 | ↘131 855 | ↗136 973 | ↘136 855 | ↗137 525 | ↗138 227 |
| 2014     | 2015     | 2016     | 2017     | 2018     | 2019     | 2020     |
| ↘137 809 | ↗138 086 | ↘137 884 | ↘137 533 | ↘137 283 | ↘136 449 | ↗139 023 |
| 2021     | 2023     |          |          |          |          |          |
| ↘134 590 | ↘134 541 |          |          |          |          |          |

## Роль в инфраструктуре города

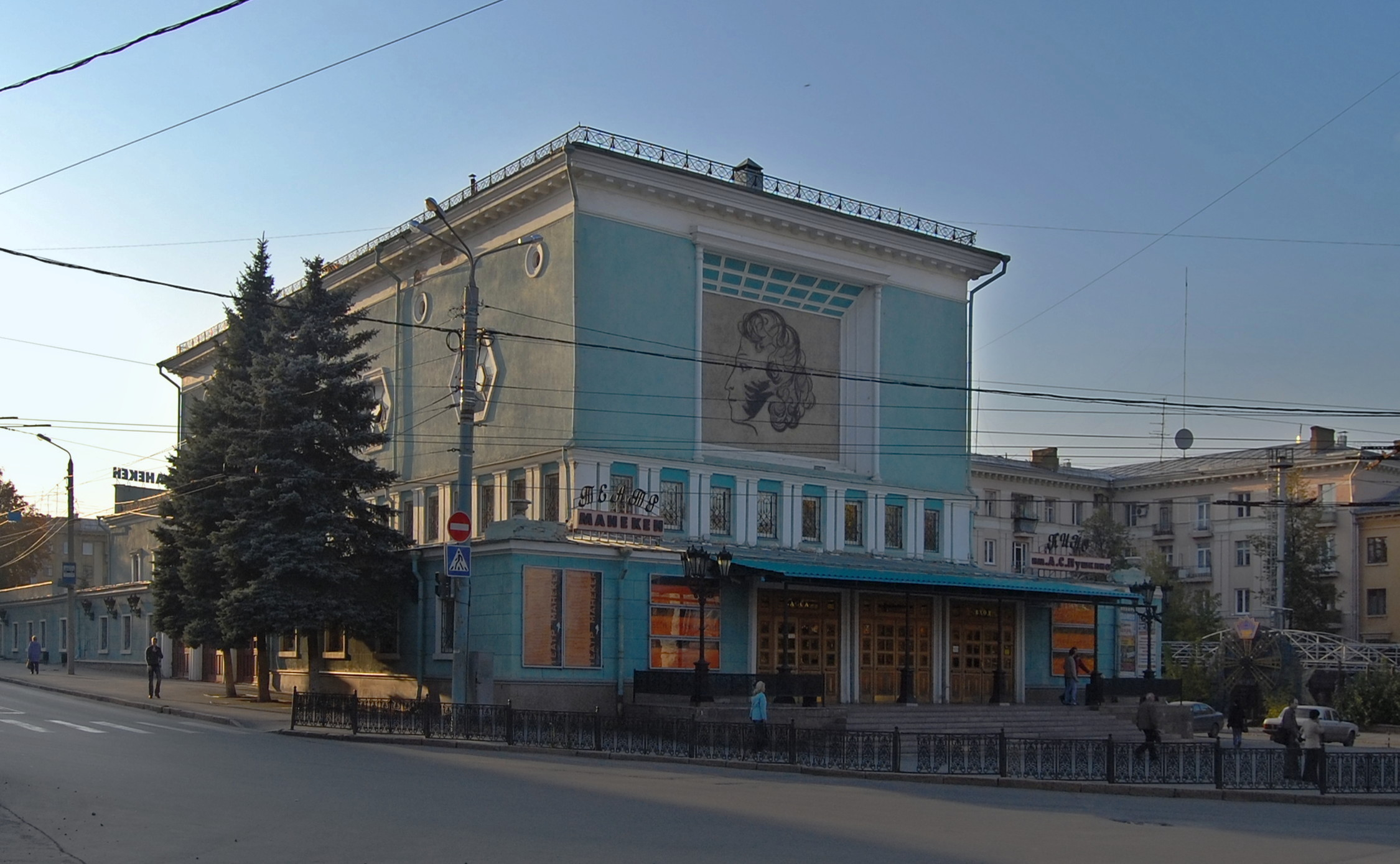
Кинотеатр им. А. С. Пушкина

На территории района расположено ряд значимых учреждений культуры, административных зданий, высших учебных заведений, а также объекты культурного наследия Российской Федерации: кинотеатр им. А. С. Пушкина, Челябинский элеватор, памятник В. И. Ленину на площади Революции и другие. В Советском районе Челябинска находится главная городская площадь — Площадь Революции. В 2014 году на площади открылся музыкальный фонтан, на её территории расположены одни из самых старых каменных зданий города: Народный дом, Дом Батракова.

### Учреждения культуры

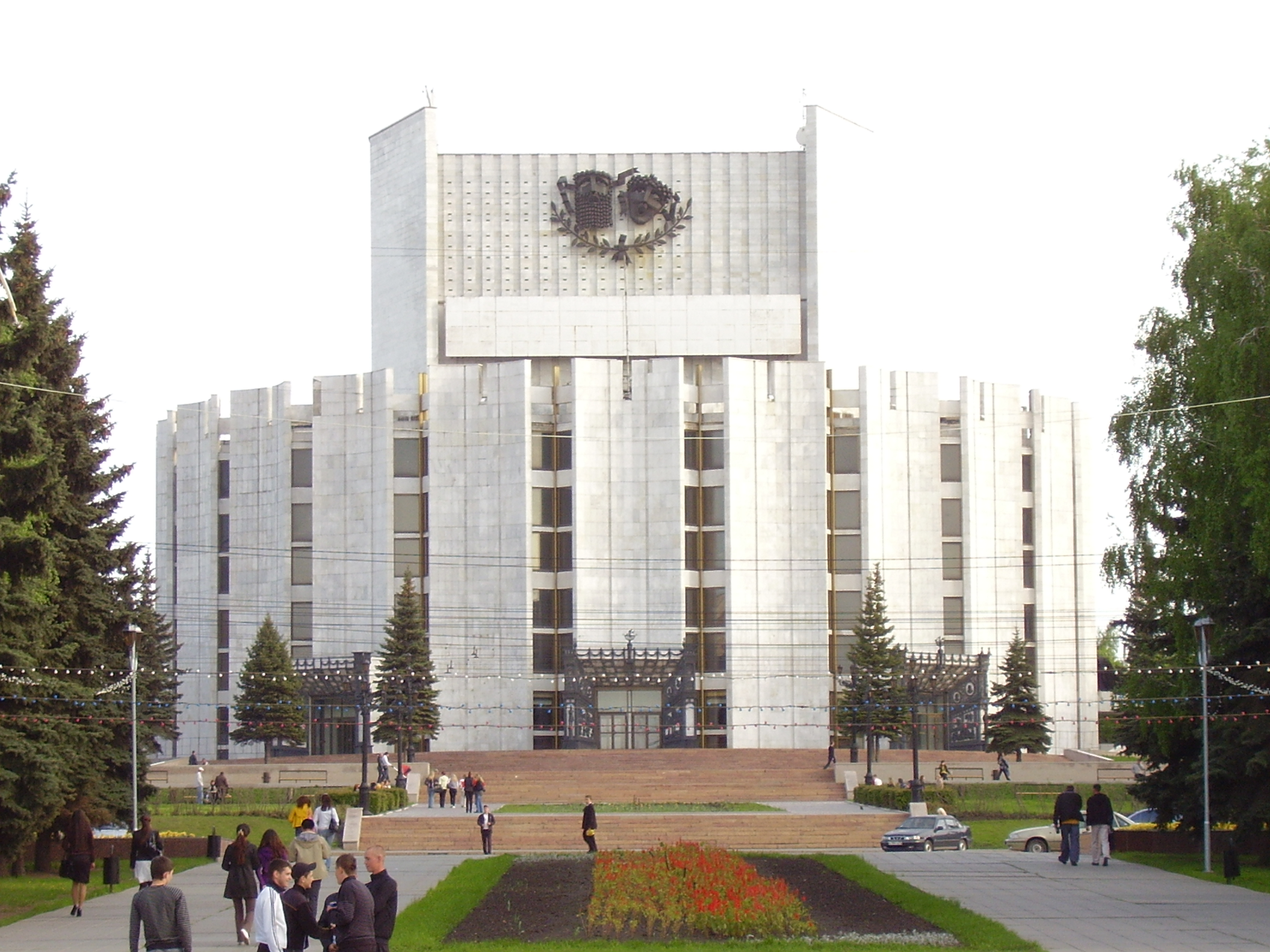
Академический театр драмы имени Наума Орлова

- Челябинский государственный академический театр драмы имени Наума Орлова[30],
- Челябинский государственный молодёжный театр,
- дворец культуры железнодорожников,
- дворец культуры им. Д. В. Колющенко.

### Высшие учебные заведения
- Уральский государственный университет физической культуры,
- Уральский социально-экономический институт,
- Челябинская государственный институт культуры,
- Челябинский институт путей сообщения филиал Уральского государственного университета путей сообщения.

### Парки и скверы
В Советском районе расположен городской сад имени А. С. Пушкина, одно из самых посещаемых мест горожан, сквер имени Д. В. Колющенко и сквер около кинотеатра имени А. С. Пушкина.

### Памятники и монументы
- «На новый путь»,
- «Сказ об Урале»,
- памятник белочехам,
- памятник С. М. Цвиллингу,
- «Слава отважным»,

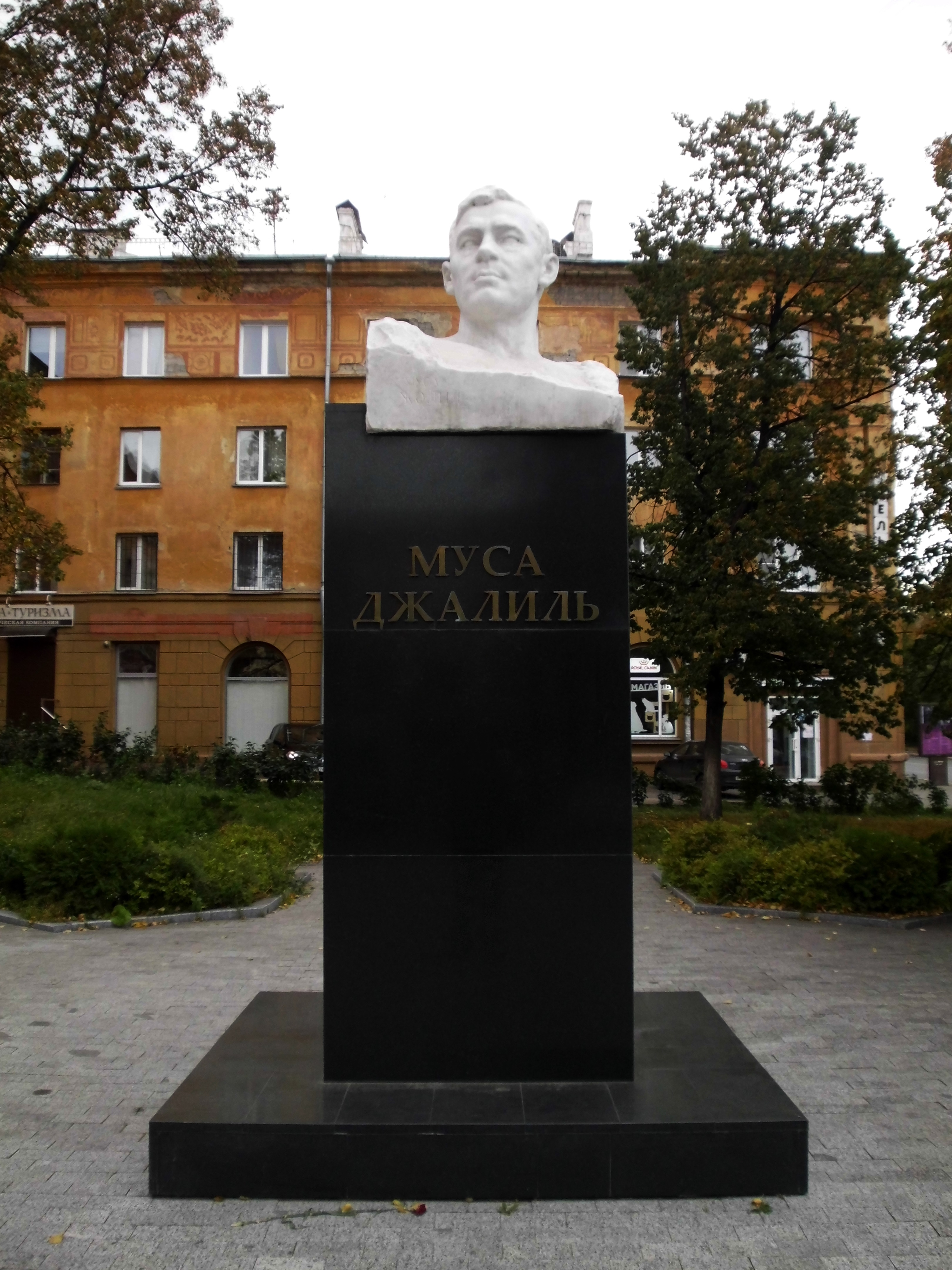
Памятник поэту Мусе Джалилю

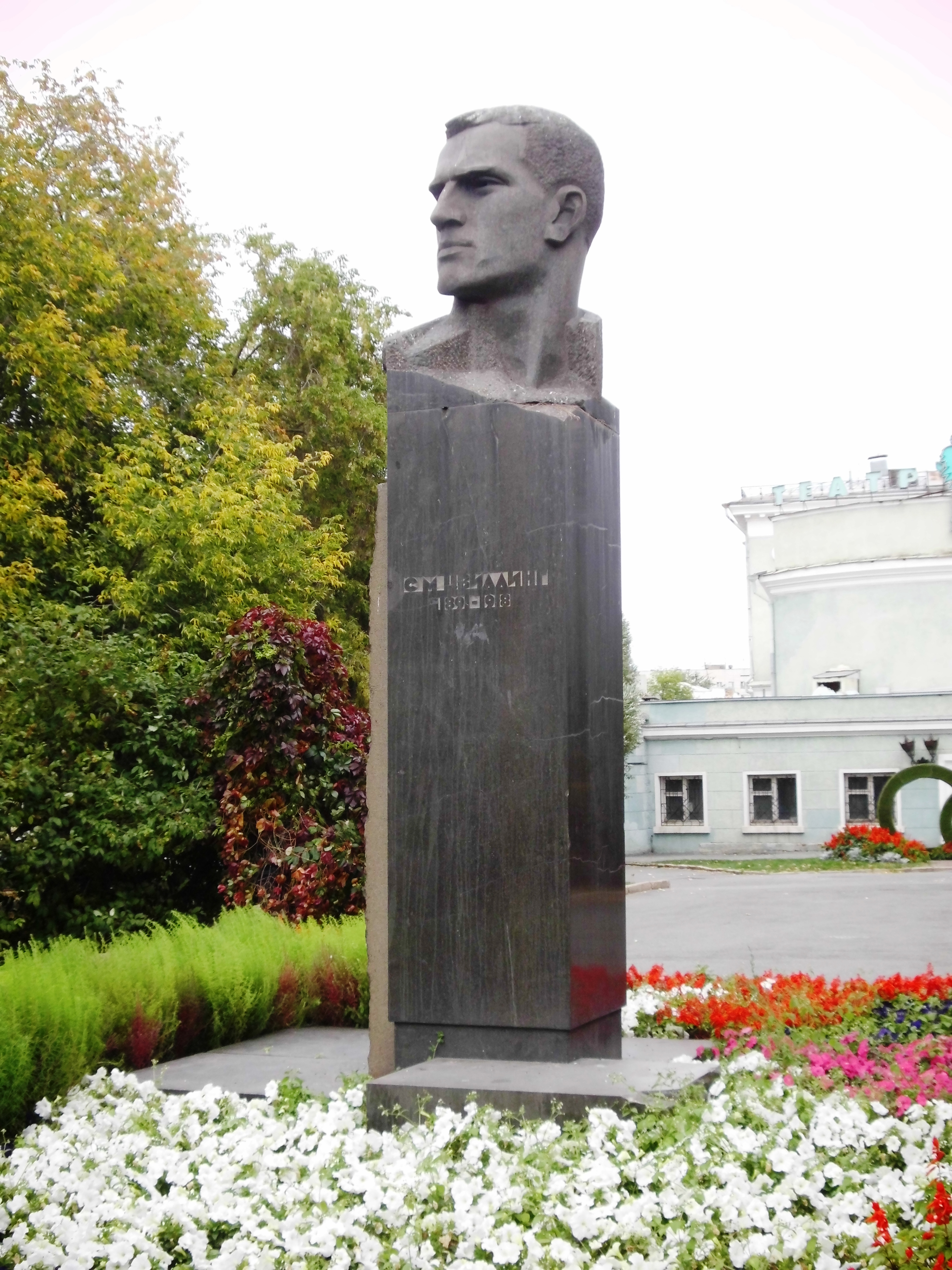
Памятник С. М. Цвиллингу в сквере около кинотеатра им. Пушкина, возле театра «Манекен», на перекрёстке улиц Цвиллинга и Тимирязева

- мемориал «Память (Скорбящие Матери)».

### Промышленные предприятия
- Предприятие «Трубодеталь»,
- предприятие «Челябинские строительно-дорожные машины»,
- Челябинский автоматно-механический завод,
- Челябинская швейная фабрика «Силуэт»,
- предприятие «Металл-База»[33],
- Новосинеглазовский завод строительных материалов,
- предприятие «Южуралкондитер» (бывшая Челябинская кондитерская фабрика).